# Simmondsin
Simmondsin là một thành phần của hạt jojoba (phát âm là "ho-HO-bah") (Simmondsia chinensis). Mặc dù nó đã được coi là độc hại do bột hạt jojoba gây giảm cân ở động vật, nhưng trong những năm gần đây, tác dụng ức chế sự thèm ăn của nó cũng đã được nghiên cứu như là một phương pháp điều trị béo phì. Một số cơ chế về hành động được cho là có liên quan đến hiệu ứng ức chế sự thèm ăn.